# Калінчук Андрій Анатолійович
Андрій Анатолійович Калінчук (нар. 3 грудня 1995, Верховина) — український стрибун на лижах з трампліна, член збірної України у стрибках з трамліна. Свою кар`єру почав 6 серпня у Щирку де, з результатом 83,5 м. посів 62 місце.